# Flaba
Flaba est une localité de Raucourt-et-Flaba et une ancienne commune française, située dans le département des Ardennes en région Grand Est.
Elle fusionne en 1828 avec la commune voisine de Raucourt pour former la commune de Raucourt-et-Flaba. C'est aujourd'hui une section de cette commune et un hameau important de celle-ci.

## Toponymie
Du germanique flad « eau courante qui s'étend » et *baki.

## Histoire
Flaba comptait avant la révolution plus de soixante maisons qui furent incendiées par les émigrés en 1792 .

## Administration
| Période                                  | Période | Identité | Étiquette | Qualité |
| ---------------------------------------- | ------- | -------- | --------- | ------- |
| Les données manquantes sont à compléter. |         |          |           |         |
|                                          |         |          |           |         |

## Démographie
| 1793 | 1800 | 1806 | 1821 |
| ---- | ---- | ---- | ---- |
| 64   | 60   | 71   | 82   |

Histogramme

(élaboration graphique par Wikipédia)

## Monuments
- Un château ruiné